# Beszkidi alagút
A Beszkidi alagút (ukránul: Бескидський тунель, magyar átírásban: Beszkidszkij tunel) egy vasúti alagút a Csap–Bátyú–Munkács–Lviv-vasútvonalon a Külső-Beszkidekben, a Kisszolyvai-hágónál. Kárpátalja (a Kárpátontúli terület) és a Lvivi terület határán található. Az 5. páneurópai közlekedési folyosó részét képezi. Ukrajna számára stratégiai jelentőségű, mivel ez biztosítja a nyugati kapcsolatot, és a kelet–nyugati tranzitszállítások 60%-a is itt bonyolódik. A korábbi egyvágányú alagutat kiváltó új létesítmény 2018-ban készült el.

## Történelem

### Régi alagút

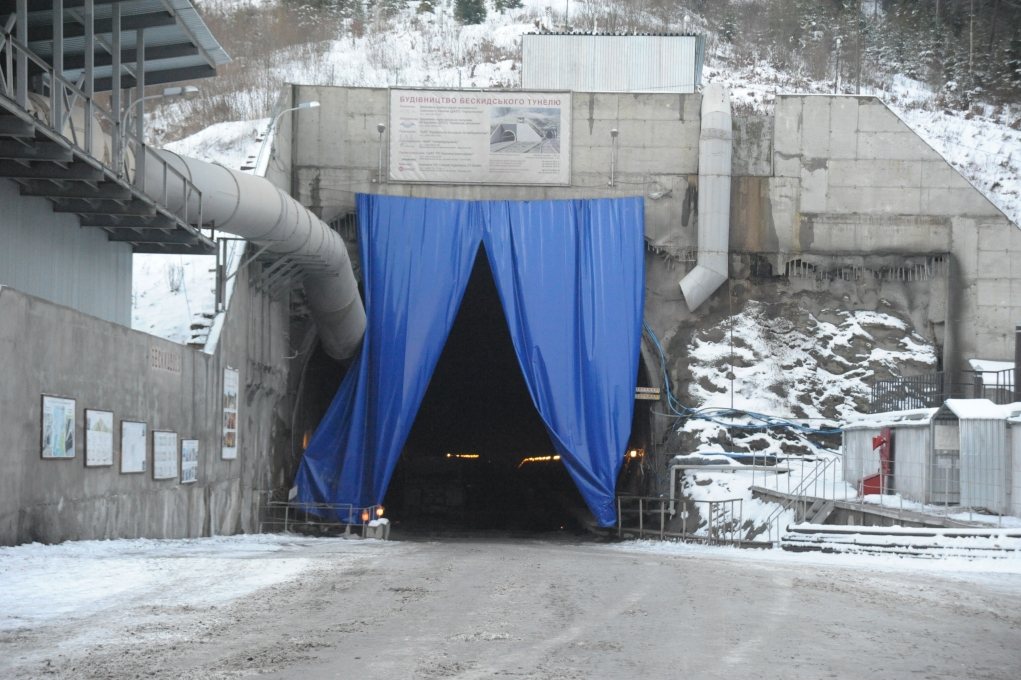
Az épülő alagút bejárata 2016 novemberében

A vasútvonalat és az első, ma is használt alagutat 1884–86 között, az Osztrák–Magyar Monarchia alatt építették. A második világháború végén a visszavonuló Magyar 1. hadsereg felrobbantotta; a helyreállítás után a forgalom 1946 júliusában indulhatott újra.
Az alagút egyvágányú. A 21. század elejére állapota meglehetősen leromlott; problémák voltak többek között a vízelvezetéssel és a vágányokkal is. Ennek következtében 40 km/órás, illetve az alatti megengedett sebesség volt érvényben.

### Új alagút
Mivel a régi alagút egyvágányú kialakítása kapacitáskorlátot jelentett, Ukrajna egy új, kétvágányú alagutat építésébe fogott. Az Ukrán Vasutak 2006-ban jelentette be a projekt elkezdését, és 2007-ben indultak meg a tervezési munkák.
A beruházás a Keleti Partnerség egyik kiemelt projektje volt. Az Európai Beruházási Bank (EIB) 2014 szeptemberében 55 millió euró hitel folyósításáról döntött, míg az Európai Újjáépítési és Fejlesztési Bank (EBRD) 40 millió dolláros hitelt nyújt. A 163 millió eurós összköltség 30%-át az Ukrán Vasutak saját erőből fedezték.
Az építkezést 2013. október 29-én kezdte meg az Interbudmontazs és a Porr, az új osztrák alagútmódszer szerint. 2014. szeptember 11-ig 501 m alagutat fúrtak ki. Az áttörést 2016. január 21-én ünnepelték. Az elkészült létesítményt 2018. május 24-én adta át Petro Porosenko ukrán elnök.
2023 augusztusában orosz sajtóértesülések szerint csapás érte az alagutat az orosz–ukrán háborúban. Ez volt a második kárpátaljai támadás a volóci vasútállomást ért találat után.

## Jellemzők
Az új alagút a régi alagúttól 30 méterre épült; legmélyebben 180 m-rel van a felszín alatt. Hossza 1764 m (a portálokkal együtt 1822 m). Szélessége 10,5, magassága 8,5 m, ami lehetővé tette egy 70 km/h sebességgel járható kétvágányú pálya kiépítését. A szakasz napi kapacitása így naponta és irányonként 47-ről 100 vonatra emelkedett. A veszélyhelyzeti megközelítést lehetővé tevő régi alagúttal három keresztirányú kapcsolat köti össze.

## Fordítás
- Ez a szócikk részben vagy egészben a Бескидський тунель című ukrán Wikipédia-szócikk ezen változatának fordításán alapul.  Az eredeti cikk szerkesztőit annak laptörténete sorolja fel. Ez a jelzés csupán a megfogalmazás eredetét és a szerzői jogokat jelzi, nem szolgál a cikkben szereplő információk forrásmegjelöléseként.